# Pwapwa jezik
Pwapwa jezik (ISO 639-3: pop), gotovo izumrli jezik naroda Poapoa u regijama oko Voha i Boyena na Novoj Kaledoniji. Pripada sjevernoj skupini novokaledonskih jezika. Ima svega 16 govornika po popisu iz 1996).
Pod pritiskom jačih jezika jawe [jaz] i yuaga [nua] u opasnosti je od izumiranja.

## Vanjske poveznice
- Ethnologue (14th)
- Ethnologue (15th)